# یوسف نجار

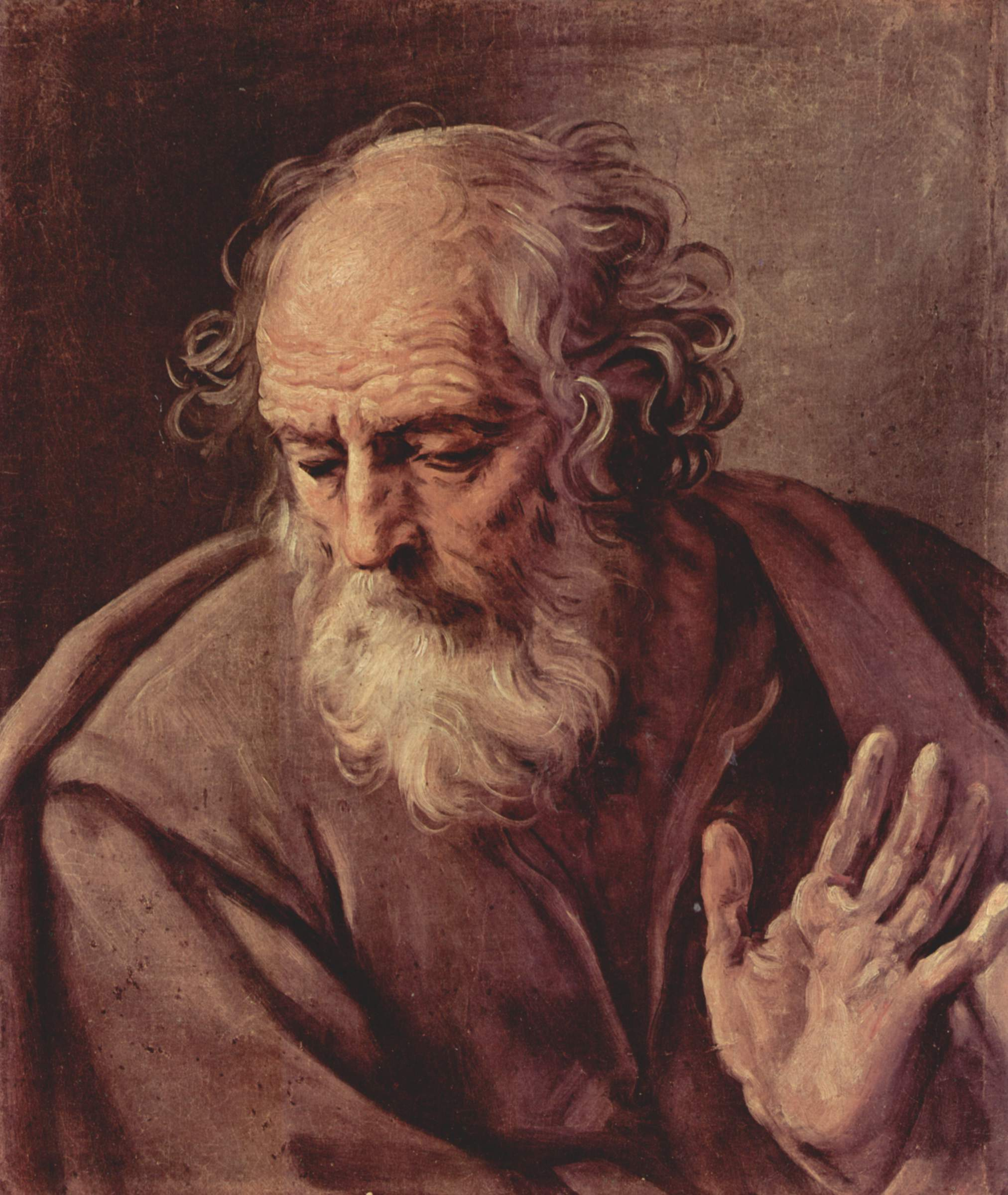

یوسف نجار (به عبری יוֹסֵף) یا سَن ژوزف (به فرانسوی: Saint Joseph) همسر مریم مقدس شناخته می‌شود. به عقیدهٔ اکثریت مسیحیان پدر (بیولوژیکی) عیسی به‌شمار نرفته و با مریم همبستر نشده است. یوسف نجار بیشتر نقش پدرخوانده را برای عیسی بازی می‌کند.
به عقیدهٔ مسیحیان نسل وی به ابراهیم می‌رسد.

## در عهد جدید

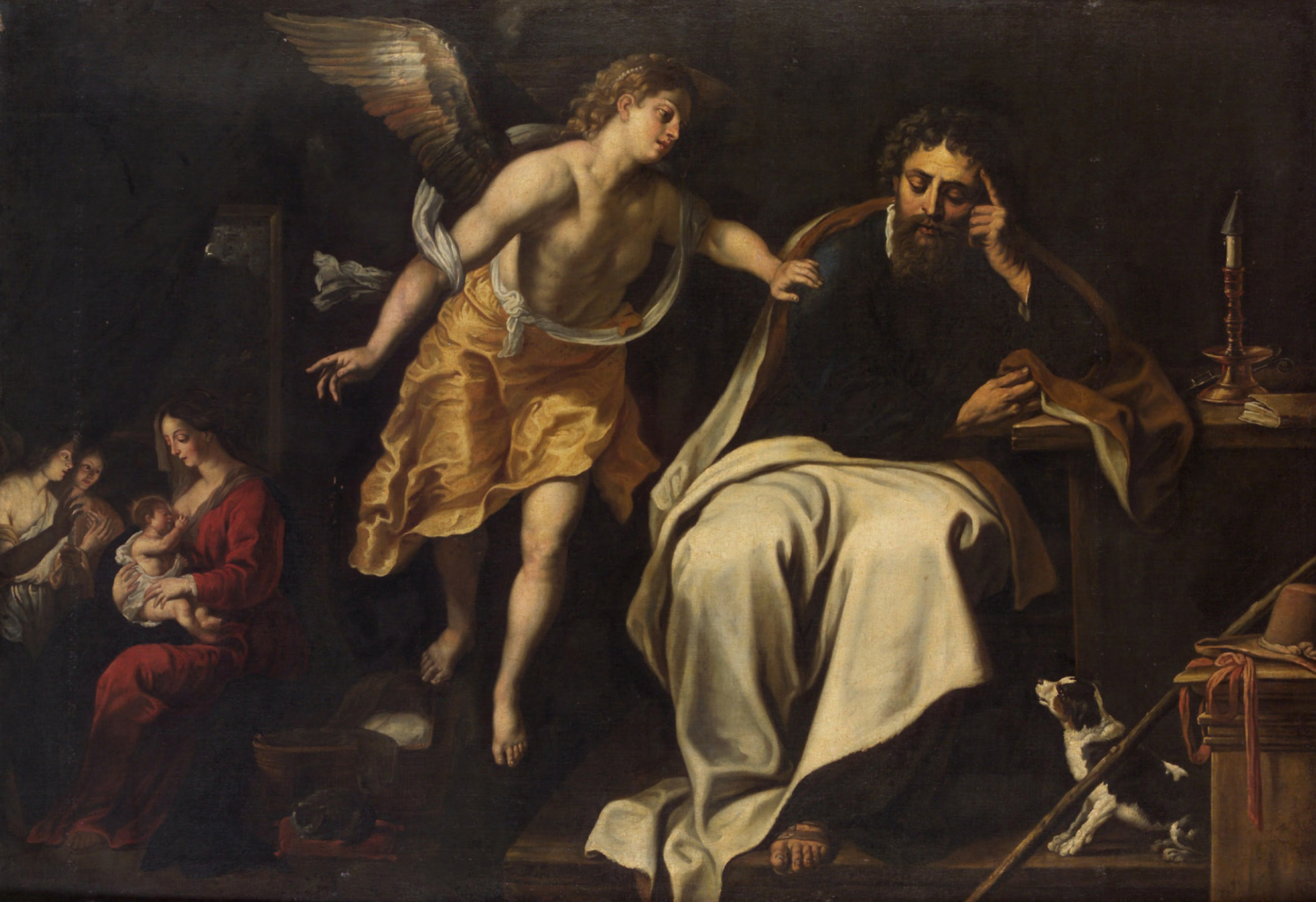
رویای سن یوسف, حدود ۱۶۲۵-۱۶۳۰, توسط جرارد سگرز

رسائل پولُس کهن‌ترین نوشته‌های مسیحیِ موجود هستند. این نوشته‌ها به مادر عیسی (بدون ذکر نام او) اشاره می‌کنند، اما به پدر او اشاره‌ای نمی‌کنند. انجیل مَرقُس نیز، که گمان می‌رود نخستین انجیلِ مکتوب باشد و تاریخ نگارش آن به حدود دو دهه پس از پولُس بازمی‌گردد، به پدر عیسی اشاره‌ای نمی‌کند.
نخستین حضور یوسف در اناجیل مَتّی و لوقا است که تاریخ نگارش آن‌ها اغلب به حدود سال‌های ۸۰ تا ۹۰ میلادی بازمی‌گردد. هر یک از این دو انجیل شامل تبارنامهٔ عیسی است که نسب او را به داوود می‌رساند، اما از طریق پسران متفاوتی؛ مَتّی خط اصلی سلطنتی را از سلیمان دنبال می‌کند، در حالی که لوقا خط دیگری را به ناتان، پسر دیگر داوود و بِث‌شَبَع، بازمی‌گرداند. در نتیجه، تمام اسامیِ آمده میان داوود و یوسف در این دو تبارنامه متفاوت است.
همانند وضعیت متفاوتی که دو تبارنامه دارند، روایات مربوط به طفولیت عیسی نیز تنها در مَتّی و لوقا ذکر شده و این دو برای تطبیق این الزام که مسیح باید حتماً در بیت‌لحم زاده شود با این سنت که عیسی در واقع اهل ناصره بود، رویکردهای متفاوتی را در پیش می‌گیرند. در انجیل مَتّی، یوسف از دستور فرشته‌ای مبنی بر ازدواج با مریم اطاعت می‌کند. پس از تولد عیسی در بیت‌لحم، فرشته‌ای در خواب به یوسف فرمان می‌دهد که برای فرار از کشتار کودکان بیت‌لحم که توسط هرود، حاکم استان رومی یهودیه، برنامه‌ریزی شده بود، خانواده را به مصر ببرد. پس از مرگ هرود، فرشته‌ای به یوسف می‌گوید که بازگردد اما از پسر هرود دوری جوید، و او همسر و فرزندش را به ناصره در جلیل برده و در آنجا ساکن می‌شود. بدین ترتیب در انجیل متی، عیسای نوزاد، همچون موسی، از سوی پادشاهی ستمگر در خطر است؛ مانند موسی، او نیز پدری به نام یوسف دارد که به مصر می‌رود؛ مانند یوسفِ عهد عتیق، این یوسف نیز پدری به نام یعقوب دارد؛ و هر دو یوسف خواب‌های مهمی می‌بینند که آینده‌شان را پیشگویی می‌کند.
در انجیل لوقا، یوسف از پیش در ناصره زندگی می‌کند، و عیسی در بیت‌لحم متولد می‌شود، زیرا یوسف و مریم مجبورند برای ثبت‌نام در یک سرشماری به آنجا سفر کنند. در پی آن، عیسی در آنجا زاده می‌شود. روایت لوقا هیچ اشاره‌ای به دیدار فرشتگان با یوسف (در عوض، مریم و افراد دیگر چنین دیدارهایی دارند)، کشتار بی‌گناهان، یا فرار به مصر نمی‌کند.
آخرین دفعه‌ای که یوسف شخصاً در هر یک از اناجیل قانونی ظاهر می‌شود، در روایت بازدید عید فِصَح از معبد اورشلیم است، زمانی که عیسی ۱۲ ساله بود. این روایت تنها در انجیل لوقا یافت می‌شود. پس از آن، دیگر هیچ اشاره‌ای به او نشده است. این داستان بر آگاهی عیسی از رسالت آینده‌اش تأکید دارد: در اینجا عیسی با مریم و یوسف از «پدرم» سخن می‌گوید که منظورش خداست، اما آن‌ها قادر به درک آن نیستند.
هیچ اشاره‌ای به حضور یوسف در عروسی قانا در آغاز رسالت عیسی، و نه در زمان مصائب او در پایان، نشده است. اگر او هنگام تصلیب حضور می‌داشت، طبق رسوم یهودی انتظار می‌رفت که مسئولیت جسد عیسی را بر عهده بگیرد، اما این وظیفه را یوسف الرامی به انجام رساند. همچنین، اگر شوهر مریم زنده بود، عیسی مادرش را به یوحنای رسول نمی‌سپرد.
گرچه هیچ‌یک از اناجیل به حضور یوسف در رویدادهای دوران رسالت بزرگسالی عیسی اشاره نمی‌کنند، اما اناجیل هم‌نوا صحنه‌ای مشترک دارند که در آن مردم ناصره، شهر زادگاه عیسی، به دلیل شناختن خانواده‌اش، به مقام پیامبری او شک می‌کنند. در باب ششم مَرقُس فراز سوم، آن‌ها به جای نام بردن از پدر عیسی، او را «پسر مریم» می‌خوانند. در مَتّی، اهالی شهر او را «پسر نجار» می‌نامند، و باز هم از پدرش نامی نمی‌برند. در باب سوم لوقا فراز بیست‌وسوم آمده است: «و خودِ عیسی وقتی خدمتش را آغاز کرد، حدوداً سی‌ساله بود. او چنانکه گمان می‌رفت، پسر یوسف بود و یوسف پسر هالی». یا با علامت‌گذاری متفاوت: «به یونانی باستان: (ὡς ἐνομ. τοῦ Ἰωσὴφ) τοῦ Ἡλί»، یعنی «پسرِ (چنانکه گمان می‌رفت از یوسف، اما در حقیقت) هالی». لحن مردم هم‌عصر در لوقا مثبت است، در حالی که در مرقس و متی این لحن تحقیرآمیز است. این رویداد در انجیل یوحنا نیامده است، اما در داستانی موازی، همسایگان ناباور به «عیسی پسر یوسف، که ما پدر و مادرش را می‌شناسیم» اشاره می‌کنند.

## ازدواج یوسف بامریم
بر اساس روایتی، یوسف مدتی شاگرد زکریا بود و از او نجاری می‌آموخت. مریم از اقوام زکریا بود و به ملاقات او می‌رفت. یوسف به مریم علاقه‌مند شد و او را به عقد خود درآورد.
وقتی هیردوس، کسی که قصد جان عیسی مسیح را کرده‌بود درگذشت، فرشته ای در خواب به یوسف خبر داد، و هر سه به سمت ناصره فلسطین حرکت نمودند و در آنجا سکونت کردند.

## خانوادهٔ مقدس
در سال ۱۸۹۳ پاپ لئون سیزدهم، هر سه (مریم مقدس، پسرش عیسی و یوسف نجار) را یک خانواده اعلام کرد و آنها را خانوادهٔ مقدس نامید. در تقویم کلیسای رم، روزی را به آن اختصاص داده‌اند.

## نگارخانه

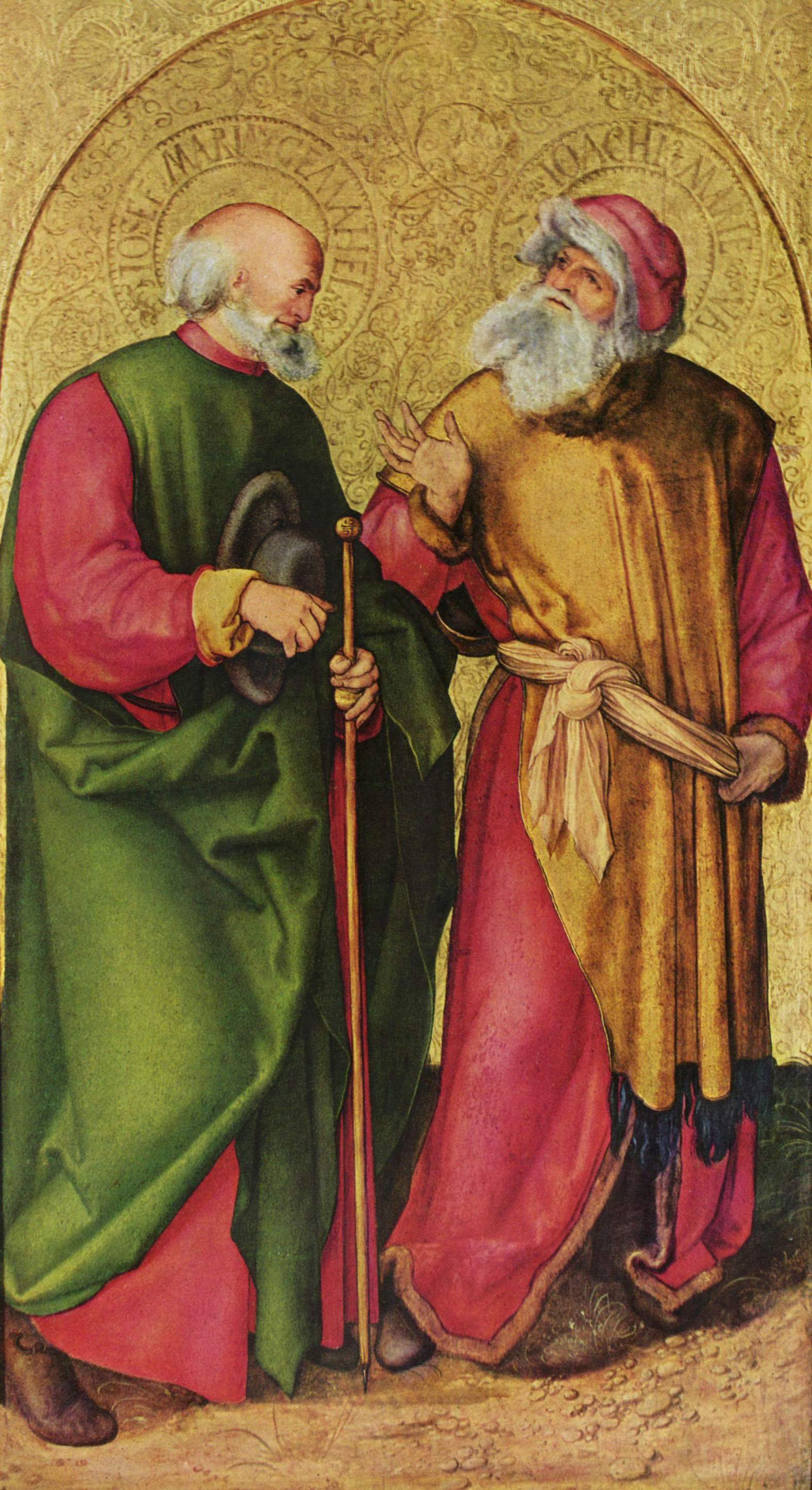
Joseph and عمران (پدر مریم), آلبرشت دورر،  ۱۵۰۴
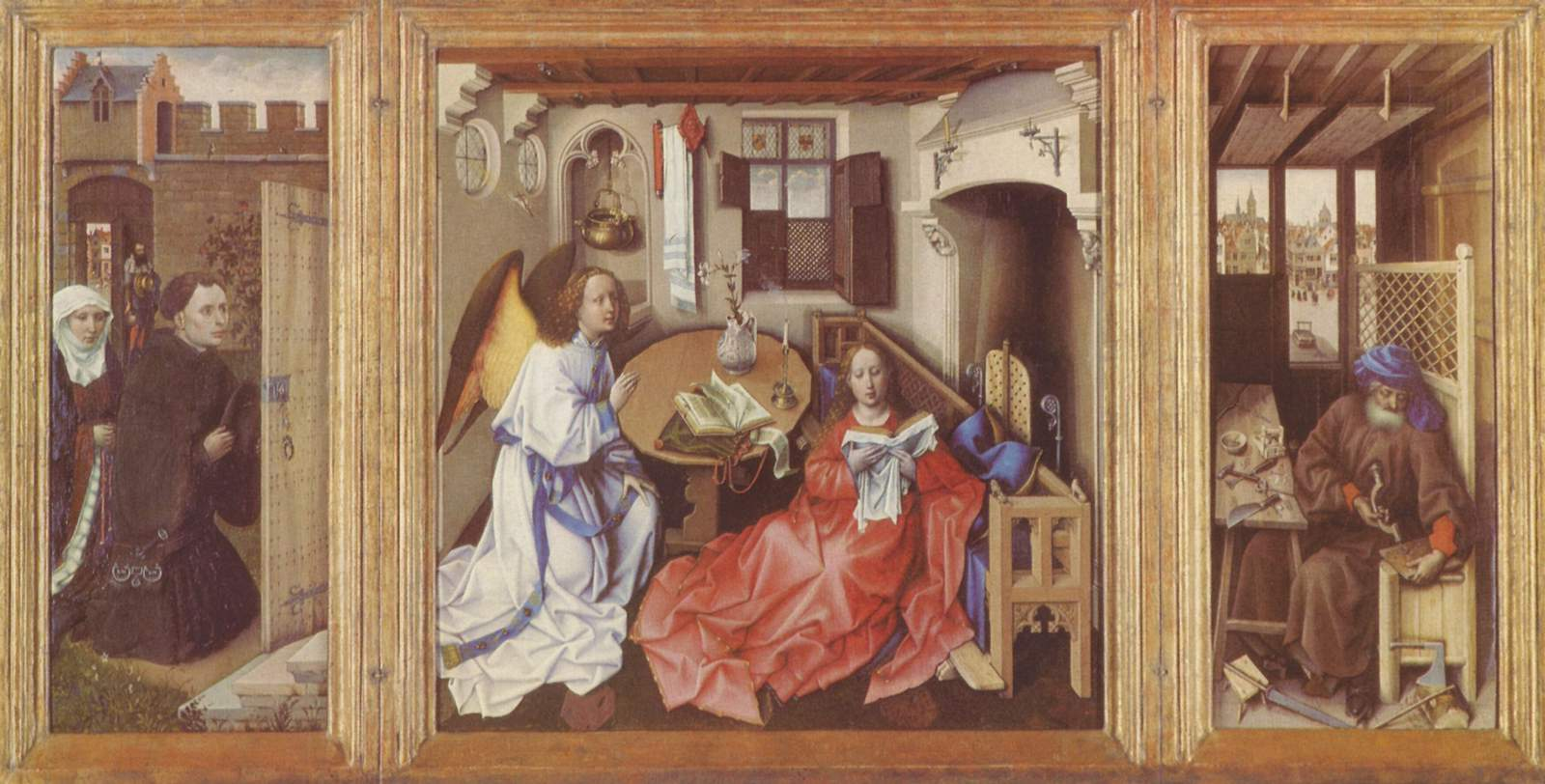
در حال کار در محراب مرود، دهه 1420
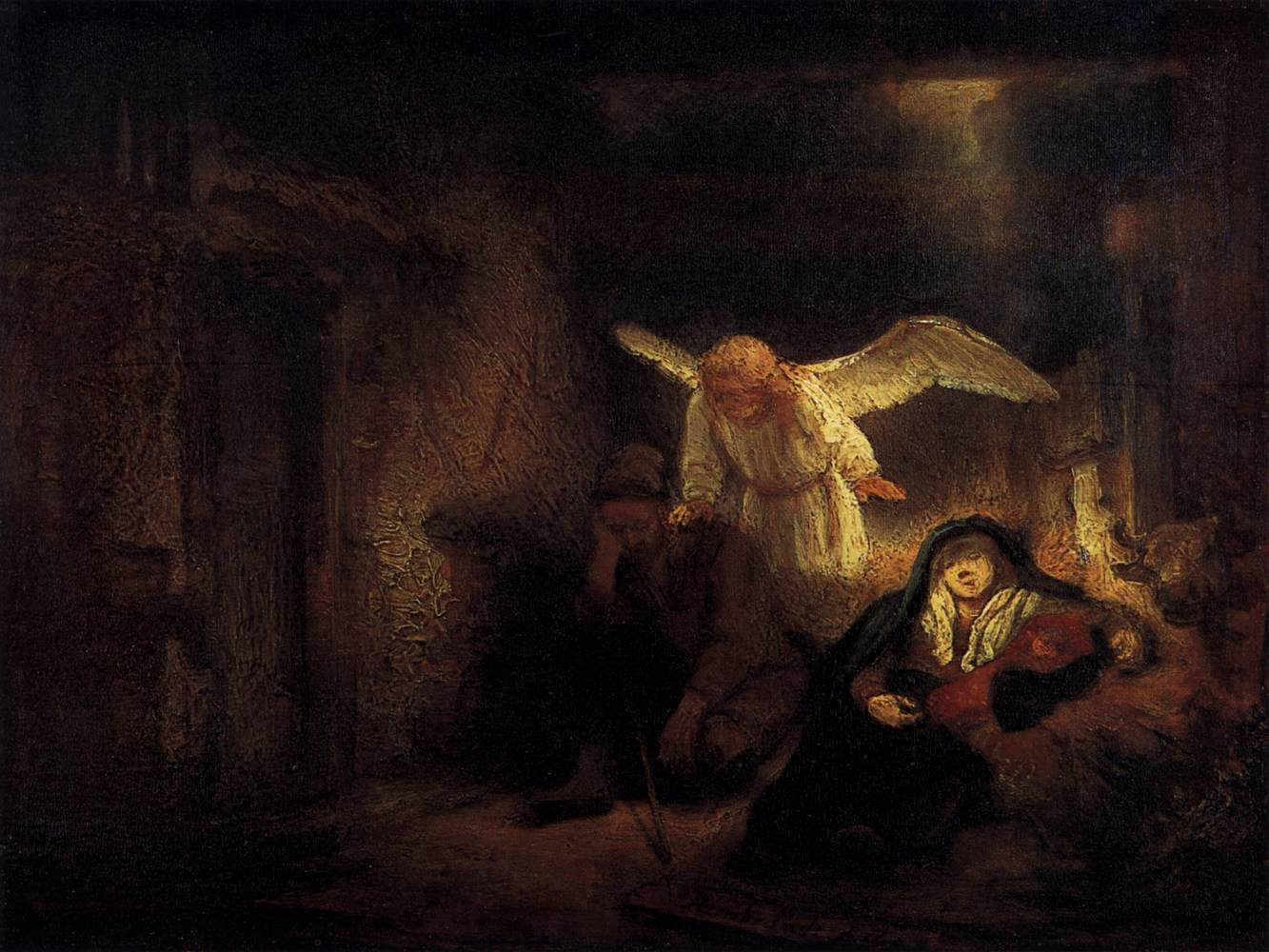
Joseph's dream, رامبرانت،  c. 1645
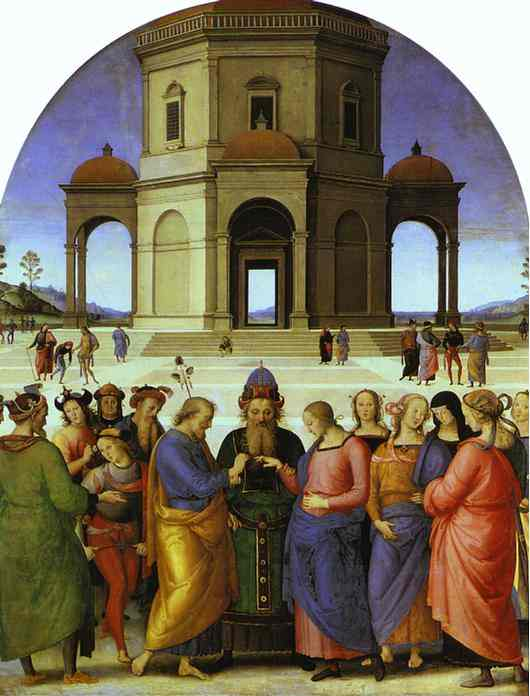
Marriage to the Virgin, پیترو پروجینو،  c. 1448
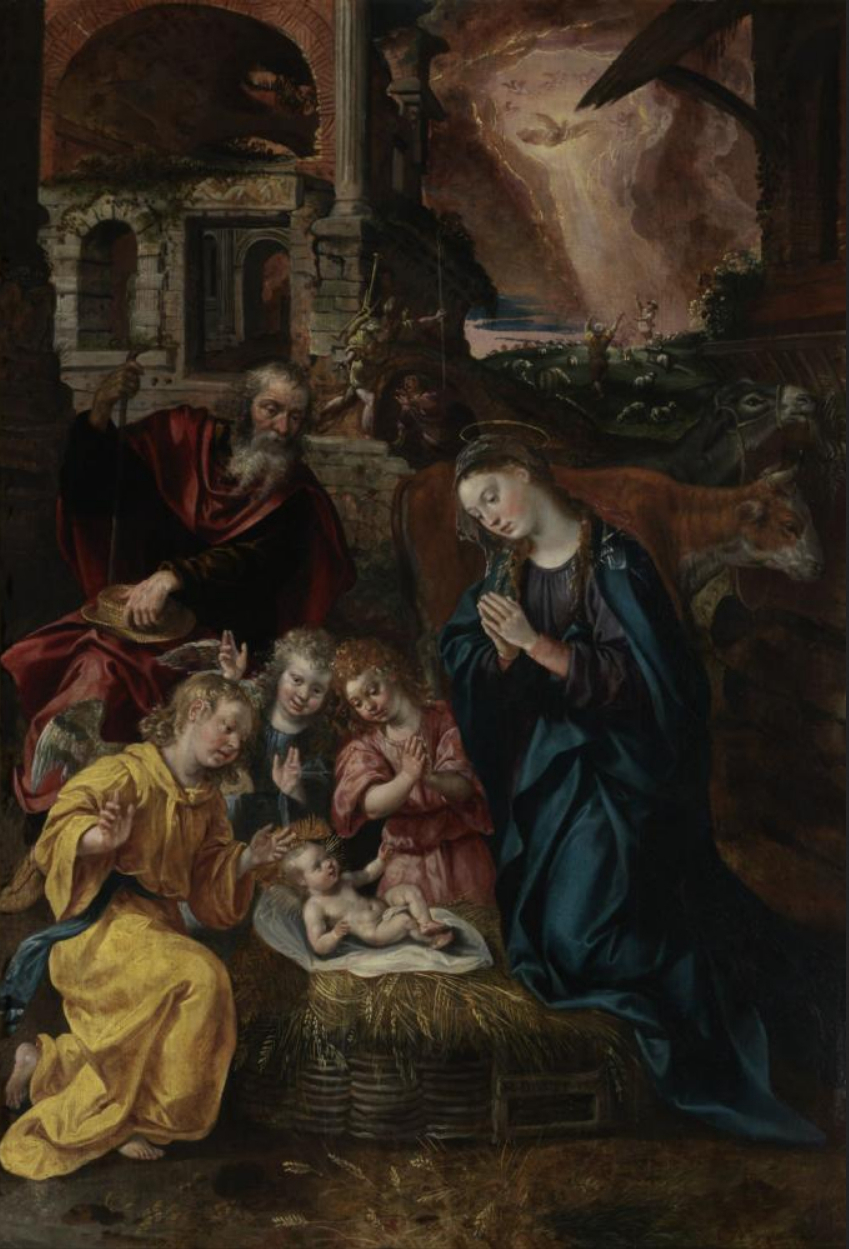
Nativity of Jesus, Marten de Vos 1577
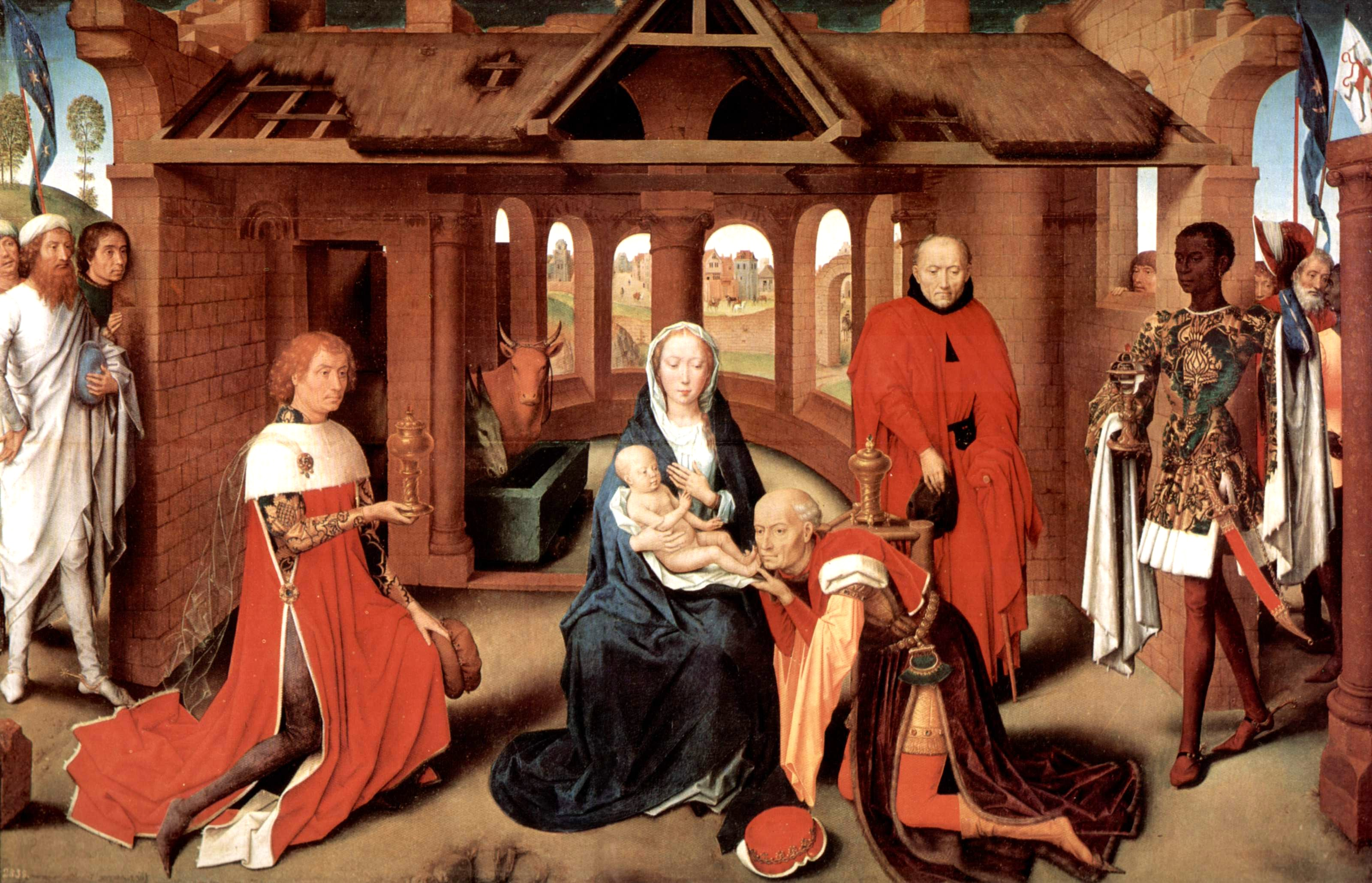
نیایش مغان،  هانس مملینگ،  c. 1480
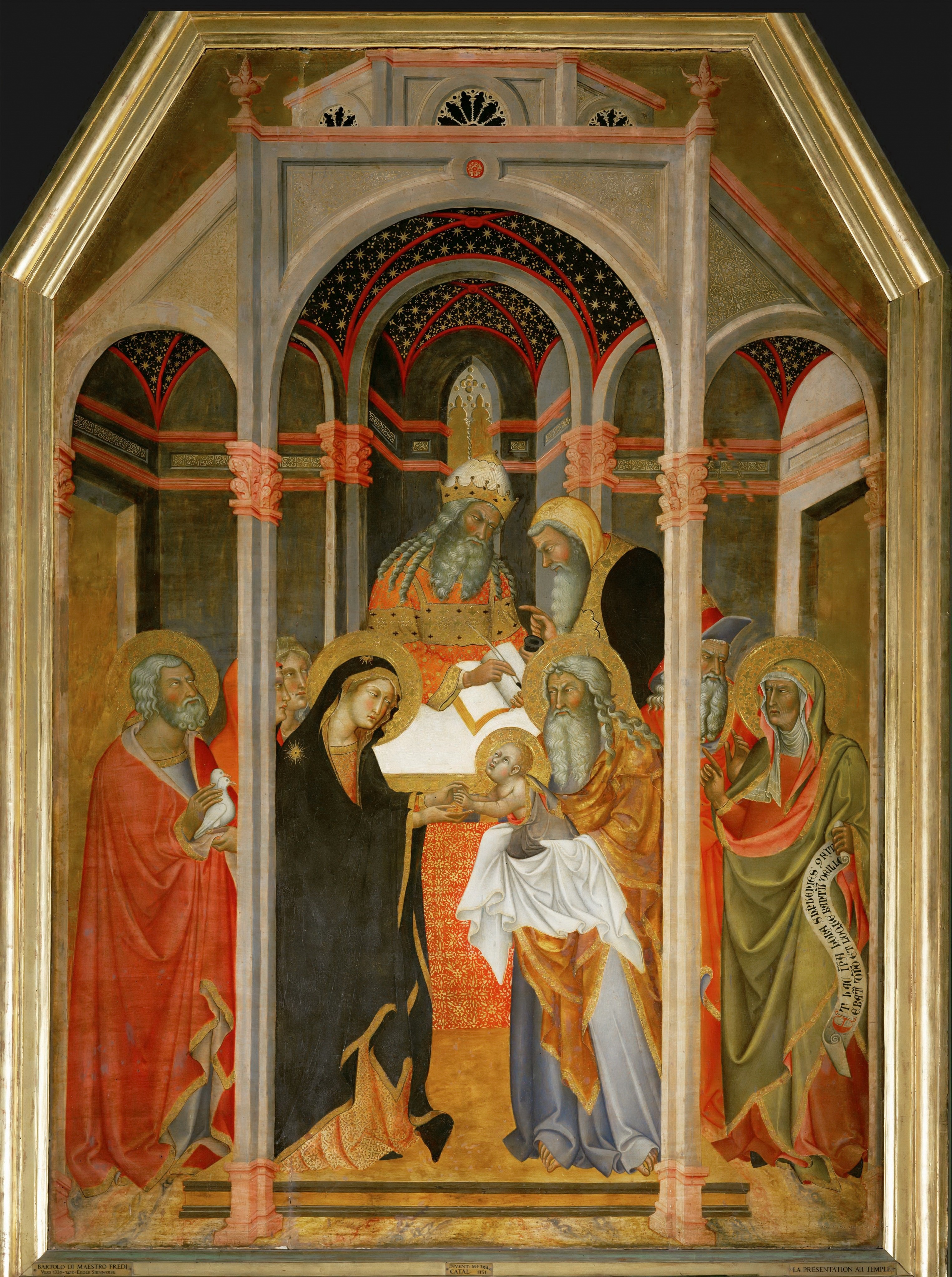
ارائه عیسی در معبد،  di Fredi, 1388
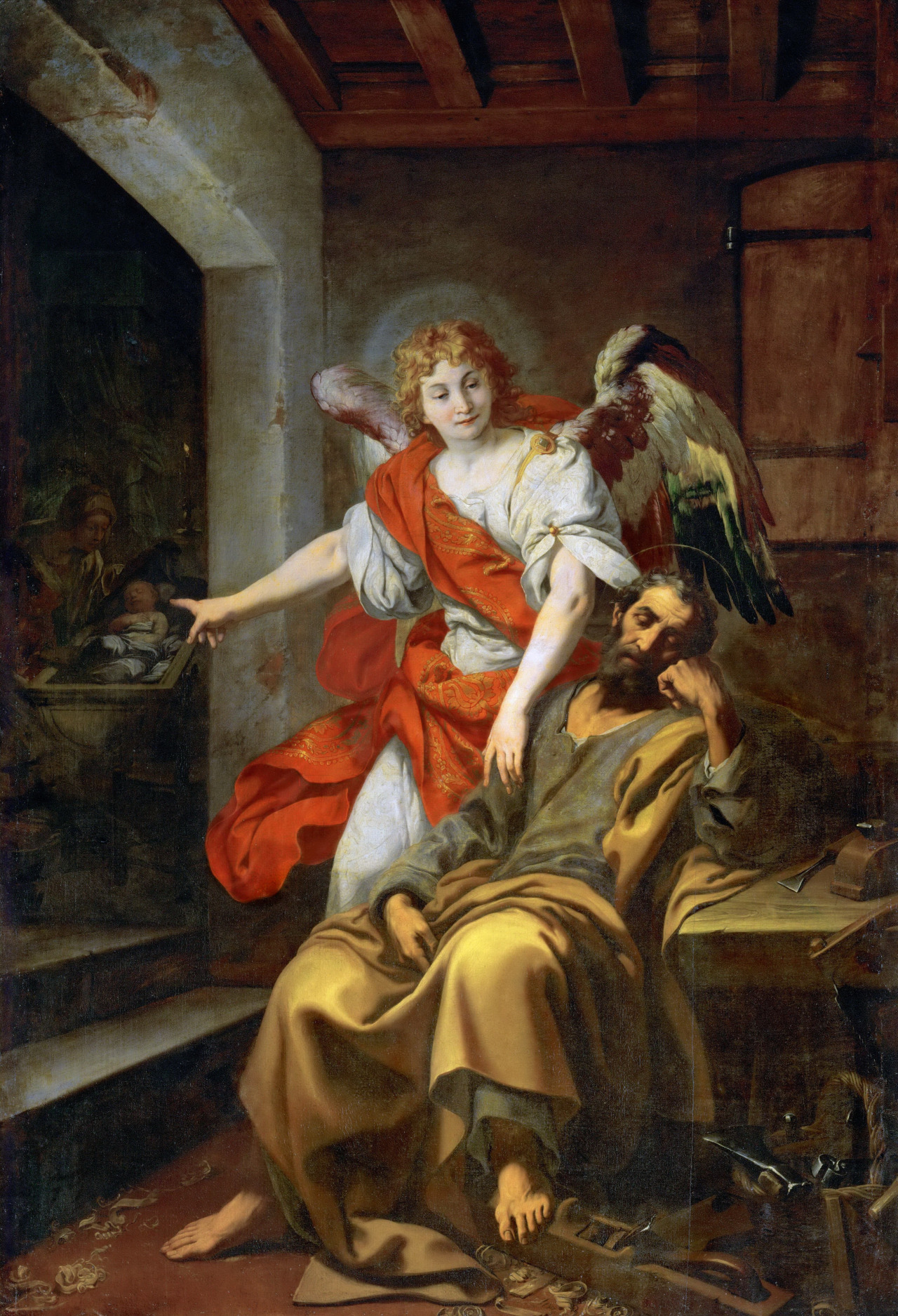
Dream of Flight, Daniele Crespi, c. 1625
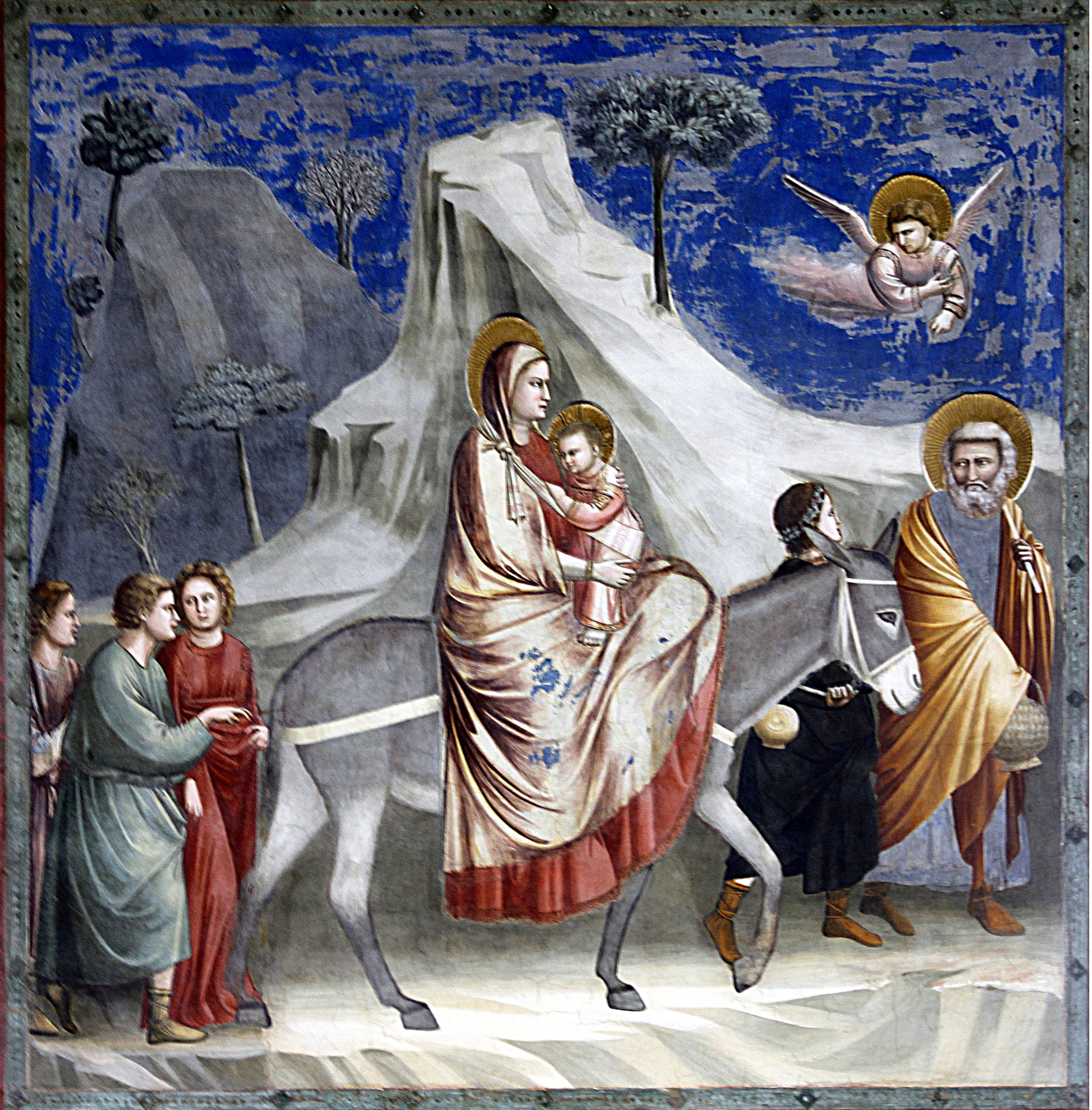
فرار به مصر،  جوتو دی بوندونه،  14th c.
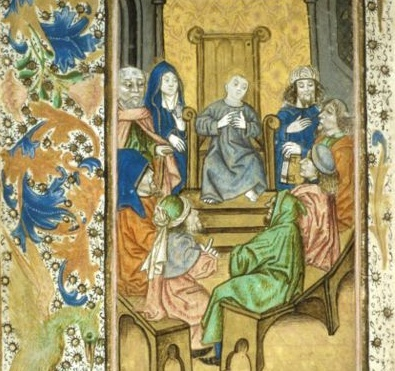
Finding in the Temple, Book of Hours, 15th c.
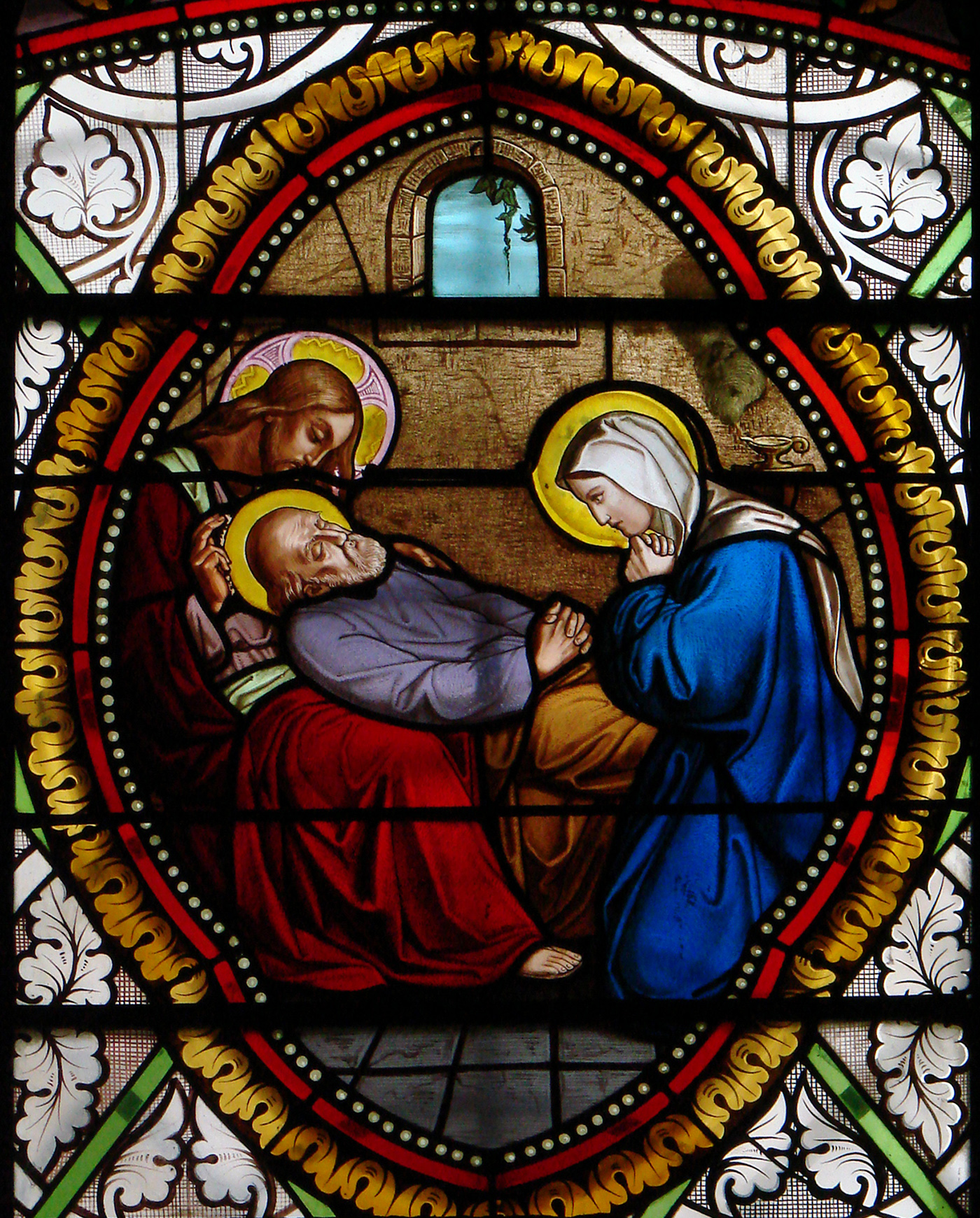
Death of Joseph, فلراک
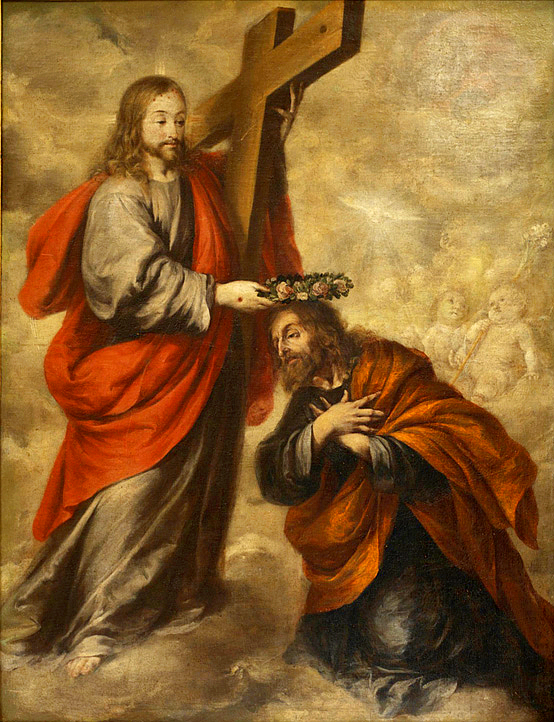
Coronation of Joseph, Valdés Leal, c, 1670